# 吴本立
吴本立（1919年—），男，安徽安庆人，中国纪录电影摄影师、导演，曾任中国电影家协会理事。